# Richard Williams (treinador)
Richard Dove Williams Jr. (Shreveport, 14 de fevereiro de 1942) é um ex-treinador de tênis norte-americano. Ele é pai das tenistas Venus e Serena Williams.

## Biografia
Richard é o mais velho de cinco filhos. Depois de terminar o ensino médio, ele se mudou para Saginaw, Michigan e depois para a Califórnia.

## Carreira

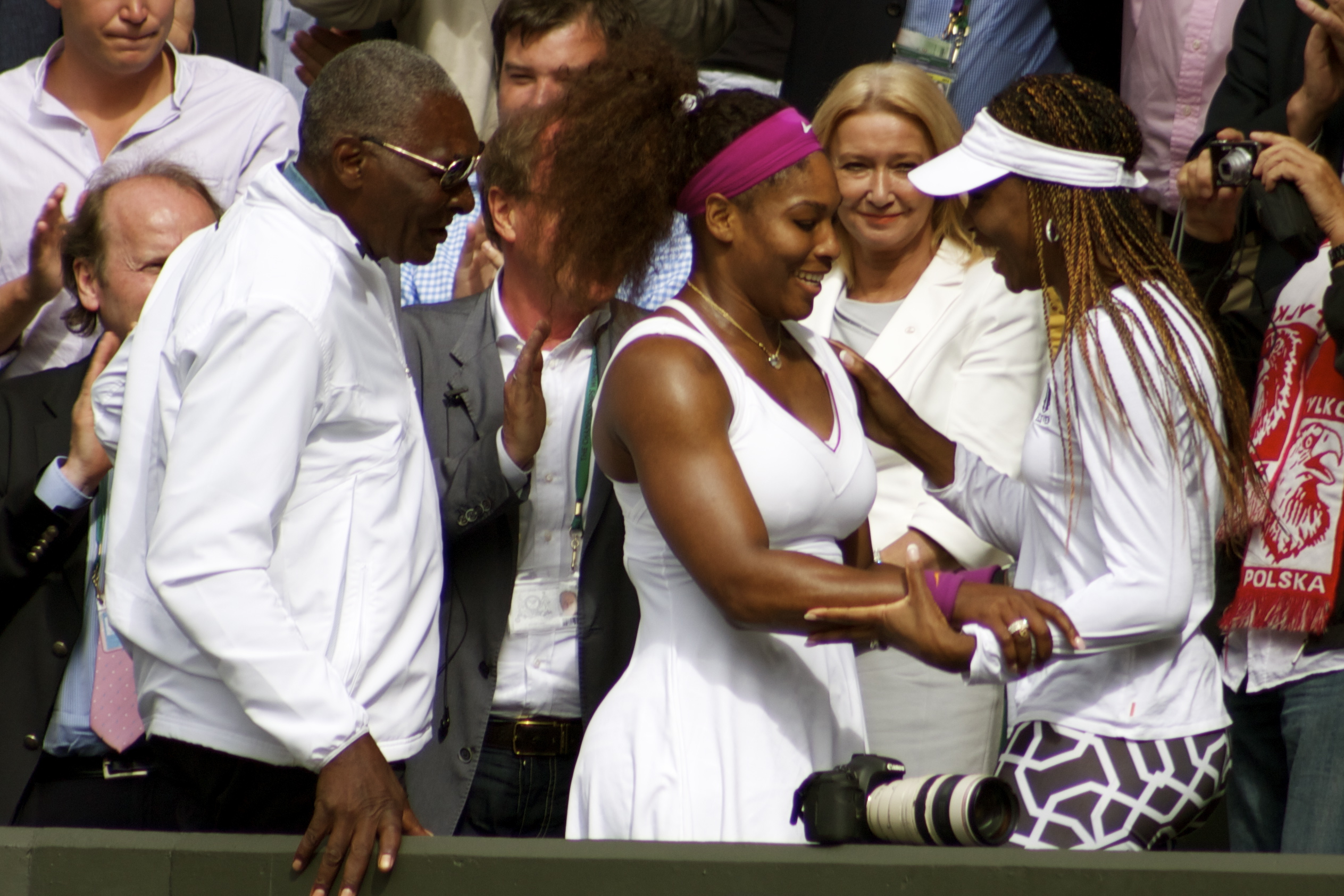
Williams com suas filhas no Torneio de Wimbledon de 2012

Williams teve aulas de tênis com um homem conhecido como "Old Whiskey" e decidiu que suas futuras filhas seriam profissionais de tênis depois de assistir Virginia Ruzici na televisão. Williams disse que escreveu um plano de 85 páginas e começou a dar aulas para Venus e Serena quando elas tinham quatro anos e meio, levando-as para praticar em quadras de tênis públicas. Williams acrescentou mais tarde que sentiu que as treinou muito cedo e que a idade de seis anos teria sido mais adequada.
Serena venceu o US Open em 1999 e Venus derrotou Lindsay Davenport para ganhar o título do torneio de Wimbledon em 2000. Após essa vitória, Richard gritou " Straight Outta Compton!", em referência a uma música da banda NWA.

## Vida pessoal
Nascido em Shreveport, Louisiana, em uma família de meeiros, Richard Williams teve experiências de infância com racismo. Ele teve nove filhos no total, incluindo Venus e Serena.
Antes de conhecer sua futura esposa na década de 1970, Williams mudou-se para Saginaw, Michigan, depois para a Califórnia, e conheceu sua primeira esposa Betty Johnson. Johnson e Williams se casaram em 1965 e tiveram cinco filhos que foram criados junto com a outra filha de Betty. Williams e Johnson se divorciaram em 1973.

Williams conheceu então a ex-stripper Lakeisha Juanita Graham, e eles se casaram em 2010. Eles têm um filho. Eles se separaram em 2017,  com o processo de divórcio sendo encerrado em 2024, depois dele não comparecer no tribunal. Williams não conseguiu concluir os procedimentos legais para formalizar o ato.

## Na cultura popular
Um filme biográfico, King Richard, estrelado por Will Smith como Richard Williams, foi lançado em 19 de novembro de 2021, nos cinemas pela Warner Bros. Pictures e streaming na HBO Max. Smith recebeu aclamação da crítica por sua atuação e ganhou vários prêmios, incluindo o Oscar de 2022 de Melhor Ator em Papel Principal,  o Globo de Ouro de Melhor Ator em Drama Cinematográfico e o Screen Actor's Guild Award de Melhor Ator em Papel Principal em Filme.
Um documentário, On The Line: The Richard Williams Story, estreou no Festival de Cinema de Tribeca de 2022 e no Sheffield DocFest de 2023. A Fremantle adquiriu os direitos do filme, que será lançado pela Sky UK no Reino Unido e na Itália, no Canal+ na França, no M-Net na África do Sul e no Network 10 na Austrália.